# Айзенбихлер, Маркус
Маркус Айзенби́хлер (нем. Markus Eisenbichler; род. 3 апреля 1991 года, Зигсдорф) — немецкий прыгун с трамплина, шестикратный чемпион мира, призёр этапов Кубка мира.

## Биография
В международных стартах под эгидой FIS дебютировал летом 2006 года, в 2009 году попал в состав сборной Германии, выступавшей в континентальном кубке.
В Кубке мира дебютировал в конце 2011 года на этапе Турне четырёх трамплинов в Оберстдорфе. Там немец прошел квалификацию и пробился в финальный раунд благодаря дуэльной системе (в дуэли он победил Мартина Шмитта, провалившего свой прыжок). По результатам турнира занял 30-е место, набрав первое очко в Кубке мира, однако в сборной не закрепился.
Удачным для немецкого прыгуна стал постолимпийский сезон 2014/15. В дебютном старте сезона он попал в состав сборной Германии и вместе с Рихардом Фрайтагом, Андреасом Веллингером и Зеверином Фройндом одержал первую в карьере командную победу в Кубке мира. На протяжении сезона Айзенбихлер несколько раз попадал в десятку лучших и дебютировал на чемпионате мира, где остался без медалей как в командном (5-е место), так и в личном турнире на большом трамплине, замкнув там десятку лучших. По итогам сезона немец занял 15-е место в общем зачёте.
Сезон 2015/16 для Айзенбихлера получился не слишком удачным, он выпал из основного состава немецкой сборной, выступал на Кубке мира нерегулярно. Зато в сезоне 2016/17 вернулся на высший уровень. На третьем этапе в Лиллехаммере впервые в карьере поднялся в тройку лучших в индивидуальных соревнованиях, став третьим. По итогам двух этапов Турне четырёх трамплинов претендовал на попадание в тройку лучших турнира, но провалил этап в Инсбруке и стал седьмым в итоговом зачёте. Также вместе с товарищами по команде одержал вторую в карьере командную победу на этапе в польском Закопане.